# Резольвента алгебричного рівняння
Резольвента алгебричного рівняння {\displaystyle \,\!f(x)=0} степеня n — алгебричне рівняння {\displaystyle \,\!g(y)=0} з коефіцієнтами, раціонально залежними від коефіцієнтів f(x), таке, що знання коренів цього рівняння дозволяє розв'язати початкове рівняння шляхом розв'язання простіших рівнянь (тобто таких, степені яких не більші ніж n).
Також резольвентою називають раціональний вираз {\displaystyle \,\!y=y(x_{1},x_{2},...,x_{n})}, тобто залежність коренів резольвенти як рівняння (g(y) = 0) від коренів вихідного рівняння.

## Резольвента рівняння 3-го степеня
Розглянемо кубічне рівняння
{\displaystyle \ x^{3}+px+q=0}
Будемо шукати його розв'язок у вигляді {\displaystyle \ x=u+v.}
Отримаємо рівняння
{\displaystyle \ u^{3}+v^{3}+(3uv+p)(u+v)+q=0.}
Введемо додаткову умову для змінних {\displaystyle \ 3uv+p=0,}
В утвореній системі {\displaystyle {\begin{cases}u^{3}+v^{3}=-q\\u^{3}v^{3}=-{\frac {p^{3}}{27}}\end{cases}}} розв'язки {\displaystyle \ u^{3},v^{3}} знайдемо за теоремою Вієта з квадратного рівняння, яке буде резольвентою:
{\displaystyle y^{2}+qy+{\frac {p^{3}}{27}}=0.}

## Резольвента рівняння 4-го степеня
Розглянемо рівняння 4-го степеня:

{\displaystyle \,\!x^{4}+ax^{2}+bx+c=0}
Представимо його у вигляді добутку квадратних тричленів:
{\displaystyle \ (x^{2}+px+q_{1})(x^{2}-px+q_{2})=0}
Перемножимо і прирівняємо коефіцієнти при однакових степенях{\displaystyle \ x} . Отримаємо систему:
{\displaystyle {\begin{cases}q_{1}+q_{2}-p^{2}=a\\p(q_{2}-q_{1})=b\\q_{1}q_{2}=c\\\end{cases}}}
З першого і третього отримаємо:
{\displaystyle \ (q_{2}-q_{1})^{2}=(p^{2}+a)^{2}-4c}
Підставимо в друге і отримаємо:
{\displaystyle \ p^{2}((p^{2}+a)^{2}-4c)=b^{2}}
Провівши заміну {\displaystyle \ y=-p^{2}}, отримаємо кубічне рівняння відносно {\displaystyle \ y}, яке і буде резольвентою:
{\displaystyle \ y^{3}-2ay^{2}+(a^{2}-4c)y+b^{2}=0}
Корені резольвенти можуть бути отримані за формулою Кардано.
Використаємо теорему Вієта для квадратних рівнянь, щоб пов'язати корені резольвенти {\displaystyle \,\!y_{1},y_{2},y_{3}} з коренями вихідного рівняння {\displaystyle \,\!x_{1},x_{2},x_{3},x_{4}} (які нам треба знайти):
Отримаємо одну із систем з 4 алгебричних рівнянь з 4 невідомими, яка легко розв'язується.
{\displaystyle {\begin{cases}y_{1}=(x_{1}+x_{2})(x_{3}+x_{4})\\y_{2}=(x_{1}+x_{3})(x_{2}+x_{4})\\y_{3}=(x_{1}+x_{4})(x_{2}+x_{3})\\x_{1}+x_{2}+x_{3}+x_{4}=0\\\end{cases}}}
або
{\displaystyle {\begin{cases}a-y_{1}=x_{1}x_{2}+x_{3}x_{4}\\a-y_{2}=x_{1}x_{3}+x_{2}x_{4}\\a-y_{3}=x_{1}x_{4}+x_{2}x_{3}\\x_{1}x_{2}x_{3}x_{4}=c\\\end{cases}}}